# Llista d'espècies de nefilins
Aquesta és la llista d'espècies de nefilins, una subfamília d'aranyes araneomorfes. Conté la informació recollida fins al 28 de maig de 2006 i hi ha citats 4 gèneres i 50 espècies i 25 subespècies, de les quals 27 espècies i 24 subespècies pertanyen al gènere Nephila. Viuen en tota la zona tropical, i a tot l'hemisferi sud.

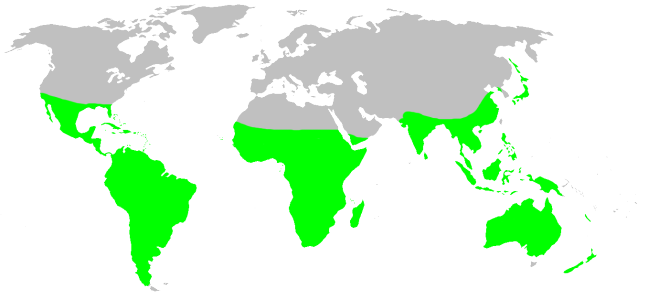
Distribució dels nefílids

## Gèneres i espècies

### Clitaetra
Simon, 1889
- Clitaetra clathrata Simon, 1907 (Àfrica Occidental)
- Clitaetra episinoides Simon, 1889 (Illes Comores)
- Clitaetra irenae Kuntner, 2006 (Sud-àfrica)
- Clitaetra perroti Simon, 1894 (Madagascar)
- Clitaetra simoni Benoit, 1962 (Congo)
- Clitaetra thisbe Simon, 1903 (Sri Lanka)

### Herennia
Thorell, 1877
- Herennia agnarssoni Kuntner, 2005 (Illes Solomon)
- Herennia deelemanae Kuntner, 2005 (Borneo)
- Herennia etruscilla Kuntner, 2005 (Java)
- Herennia gagamba Kuntner, 2005 (Filipines)
- Herennia jernej Kuntner, 2005 (Sumatra)
- Herennia milleri Kuntner, 2005 (Nova Guinea, Nova Bretanya)
- Herennia multipuncta (Doleschall, 1859) (Índia fins a la Xina, Borneo, Sulawesi)
- Herennia oz Kuntner, 2005 (Territori del Nord)
- Herennia papuana Thorell, 1881 (Nova Guinea)
- Herennia sonja Kuntner, 2005 (Kalimantan, Sulawesi)
- Herennia tone Kuntner, 2005 (Filipines)

### Nephila
Leach, 1815
- Nephila adelaidensis Hogg, 1910 (Sud d'Austràlia)
- Nephila ambigua Kulczyn'ski, 1911 (Nova Guinea)
- Nephila antipodiana (Walckenaer, 1842) (Xina, Filipines fins a Nova Zelanda)
- Nephila celebesiana Strand, 1915 (Sulawesi)
- Nephila clavata L. Koch, 1878 (Índia fins al Japó)
- Nephila clavipes (Linnaeus, 1767) (EUA fins a l'Argentina, Sao Tomé)
  - Nephila clavipes fasciculata (De Geer, 1778) (EUA fins a l'Argentina)
  - Nephila clavipes vespucea (Walckenaer, 1842) (Argentina)
- Nephila comorana Strand, 1916 (Illes Comores)
- Nephila cornuta (Pallas, 1772) (Guyana)
- Nephila constricta Karsch, 1879 (Àfrica Tropical)
- Nephila edulis (Labillardière, 1799) (Austràlia, Nova Caledònia)
- Nephila fenestrata Thorell, 1859 (Sud-àfrica)
  - Nephila fenestrata fuelleborni Dahl, 1912 (Àfrica Oriental)
  - Nephila fenestrata venusta (Blackwall, 1865) (Àfrica Central i Occidental)
- Nephila inaurata (Walckenaer, 1842) (Illa Maurici, Rodríguez, Reunion)
  - Nephila inaurata madagascariensis (Vinson, 1863) (Sud-àfrica fins a Seychelles)
- Nephila komaci Kuntner i Coddington, 2009
- Nephila kuhlii Doleschall, 1859 (Índia fins a Sulawesi)
- Nephila laurinae Thorell, 1881 (Xina fins a Illes Solomon)
  - Nephila laurinae novemmecklenburgiae (Strand, 1911) (Illes del Sud del Pacífic)
- Nephila meridionalis Hogg, 1910 (Sud d'Austràlia)
  - Nephila meridionalis hermitis Hogg, 1914 (Sud d'Austràlia)
- Nephila pakistaniensis Ghafoor & Beg, 2002 (Pakistan)
- Nephila pilipes (Fabricius, 1793) (Xina, Filipines fins a Austràlia)
  - Nephila pilipes annulipes Thorell, 1881 (Indonèsia)
  - Nephila pilipes flavornata Merian, 1911 (Sulawesi)
  - Nephila pilipes hasselti (Doleschall, 1859) (Java)
  - Nephila pilipes jalorensis (Simon, 1901) (Índia)
  - Nephila pilipes lauterbachi (Dahl, 1912) (Nova Guinea)
  - Nephila pilipes malagassa (Strand, 1907) (Madagascar)
  - Nephila pilipes novaeguineae (Strand, 1906) (Nova Guinea)
  - Nephila pilipes piscatorum Vis, 1911 (Queensland)
  - Nephila pilipes walckenaeri (Doleschall, 1857) (Java)
- Nephila pictithorax Kulczyn'ski, 1911 (Nova Guinea)
- Nephila plumipes (Latreille, 1804) (Nova Guinea, Austràlia, Nova Caledònia)
- Nephila robusta Tikader, 1962 (Índia)
- Nephila sarasinorum Merian, 1911 (Sulawesi)
- Nephila senegalensis (Walckenaer, 1842) (Àfrica Occidental fins a Etiòpia)
  - Nephila senegalensis annulata (Thorell, 1859) (Namíbia, Sud-àfrica)
  - Nephila senegalensis bragantina Brito Capello, 1886 (Central Àfrica)
  - Nephila senegalensis hildebrandti Dahl, 1912 (Madagascar)
  - Nephila senegalensis huebneri Dahl, 1912 (Àfrica Oriental)
  - Nephila senegalensis keyserlingi (Blackwall, 1865) (Congo, Àfrica Oriental)
  - Nephila senegalensis nyikae Pocock, 1898 (Àfrica Oriental)
  - Nephila senegalensis schweinfurthi Simon, 1890 (Iemen)
- Nephila sexpunctata Giebel, 1867 (Brasil, Paraguai, Argentina)
- Nephila sumptuosa Gerstäcker, 1873 (Àfrica Oriental, Socotra)
- Nephila tetragnatoides (Walckenaer, 1842) (Samoa, Tonga, Fiji)
- Nephila turneri Blackwall, 1833 (Àfrica Central i Occidental)
  - Nephila turneri orientalis Benoit, 1964 (Àfrica Central i Oriental)
- Nephila vitiana (Walckenaer, 1847) (Indonèsia, Sulawesi, fins a Fiji, Tonga)

### Nephilengys
L. Koch, 1872
- Nephilengys borbonica (Vinson, 1863) (Maurici, Bourbon, Rodríguez, Reunion)
  - Nephilengys borbonica livida (Vinson, 1863) (Madagascar, Comores, Seychelles)
- Nephilengys cruentata (Fabricius, 1775) (Àfrica i Amèrica tropical)
- Nephilengys hirta Taczanowski, 1873 (Guaiana Francesa)
- Nephilengys kenmorei Barrion & Litsinger, 1995 (Filipines)
- Nephilengys malabarensis (Walckenaer, 1842) (Índia fins a les Filipines, Austràlia)
- Nephilengys niahensis Deeleman-Reinhold, 1989 (Borneo)